# 빅토리아 레벤스부르크
빅토리아 레벤스부르크(독일어: Viktoria Rebensburg, 1989년 10월 4일~)는 독일의 은퇴한 알파인 스키 선수로 2010년 동계 올림픽에서 여자 대회전 부문 금메달과 2014년 동계 올림픽 여자 대회전 부문 동메달을 획득했다. 또한 세계 선수권 대회에서 은메달 2개를 획득했다.